# Conte facétieux
Les contes facétieux appartiennent à un genre de littérature orale. Ce sont des contes à vocation satirique. Comme les autres genres de contes, ils sont courts, caractérisés par un nombre de personnages restreint, et souvent stéréotypés.

## Classement
Philippe de Lajarte les classe en trois catégories. La première concerne les contes où le thème est d'ordre économique : il repose sur un préjudice matériel (vol, extorsion de fonds, destruction de biens...). La seconde est d'ordre sémantique et de la logique : opposition entre l'être et le paraître, les jeux de mots font la base des péripéties des personnages. La troisième classe concerne les contes dans lesquels la morale, la loi et la religion sont prédominants. Le thème récurrent sera la transgression de ces lois (relations hors-mariage, personnage du prêtre ou du diable).